# Новые идеи в математике
«Новые идеи в математике» («Новыя идеи въ математикѣ») — непериодическое издание, выходившее под редакцией Александра Васильевича Васильева.

## История
«Новые идеи в математике» — первая серия популярных математических книг в России.
Сборник рассчитывался на широкий круг читателей интересующихся математикой, в нём публиковались переводы статей на русский язык. Всего было выпущено 10 сборников с 1913 по 1915 годы.
Некоторые из них были переизданы.
Издание сборников имело большое значение для развития математики в России.
Первый сборник вышел в первый год войны, и был успешно переиздан в год Февральской революции.
А. В. Васильев ставил перед собой целью показать отличия математики того времени от прежних представлений о них, например, как о науке о пространстве и времени, или как об учении об измерении величин.
Издание демонстрировало связь между новыми идеями в науке, и основополагающими доктринами математики. Специально для издания усилиями П. С. Юшкевича (1873—1945) был переведён ряд оригинальных статей Грассмана, Рассела, Маха, Пуанкаре и других.
Издание представляло собой введение в математическую науку первой четверти XX века, и было воспринято читателями с большим интересом. Выпуск издания был прекращён в связи с событиями 1917 года.

## Выпуски
- № 1. Математика: Метод, проблемы и значение её. (Первое издание 1913 и второе 1917). В этом номере был в том числе опубликован перевод введения Грассмана в учение о протяжениях, в котором Грассман противопоставлял логику, науку об общем, математике, науке о частном[3]. В этом же выпуске были опубликованы «Новейшие работы о началах математики» Бертрана Рассела.
- № 2. Пространство и время I.
- № 3. Пространство и время II.
- № 4. Учение о числе.
- № 5 Принцип относительности с математической точки зрения I.
  - Опубликованная в этом статья Г. Минковского «Пространство и время» оказала влияние на будетлянский манифест «Труба марсиан» В. Хлебникова[4].
- № 6. Учение о множествах Георга Кантора.
- № 7. Принцип относительности с математической точки зрения II.
- № 8. Математика и философия I.
- № 9. Начала геометрии I.
- № 10. Математика и философия II.

## Схожие издания
Начиная с 1913 года издательство «Образование» выпускало «Новые идеи» в других областях:
- по астрономии, социологии (под редакцией М. М. Ковалевского и Е. В. Де Роберти)[5],
- по технике, физике (под редакцией И. И. Боргмана)[6],
- по философии (под редакцией Н. О. Лосского и Э. Л. Радлова)[6],
- по химии и экономике.